# Hamdija Kapidžić
Hamdija Kapidžić (ur. 1 lutego 1904 w Bileći, zm. 16 stycznia 1974 w Sarajewie) – bośniacki historyk.

## Życiorys
W 1928 roku ukończył historię na Wydziale Filozoficznym Uniwersytetu w Belgradzie. W 1956 roku na tejże uczelni uzyskał stopień naukowy doktora.
Specjalizował się w historii Bośni i Hercegowiny w XIX i XX wieku. Od 1928 roku pracował jako nauczyciel w Sarajewie. W latach 1945–1948 był dyrektorem tamtejszego II gimnazjum. W latach 1949–1952 był wykładowcą w Wyższej Szkoły Pedagogicznej (bośn. Viša pedagoška škola). Wykładał także historię na Wydziale Filozoficznym w Sarajewie. Należał do Akademii Nauk i Sztuk Bośni i Hercegowiny (bośn. Akademija nauka i umjetnosti Bosne i Hercegovine). Był jednym z założycieli Towarzystwa Historycznego Bośni i Hercegowiny (bośn. Istorisko društvo Bosne i Hercegovine) i czasopisma naukowego Godišnjak Istoriskog društva BiH.

## Wybrane publikacje
(opracowano na podstawie materiału źródłowego)
- »Zastava« o Bosni i Hercegovini (1953–1956)
- Hercegovački ustanak 1882 (1958)
- Bosna i Hercegovina za vrijeme austrougarske vladavine (1878–1918) (1968)
- Agrarni odnosi u Bosni i Hercegovini 1878–1918 (1969)